# Olavi Mannonen
Olavi Aleksanteri "Ole" Mannonen (Viburgo, 7 de março de 1930) é um pentatleta finlandês. 

## Carreira
Olavi Mannonen representou seu país nos Jogos Olímpicos de 1952 e 1956, na qual conquistou a medalha de prata, no individual, em 1956. 